# Campeonato Paraense de Futebol de 1933
O Campeonato Paraense de Futebol de 1933 foi a 23.ª edição da principal divisão do futebol do Pará. Organizada pela Liga Atlética Paraense, a competição contou com a participação de sete clubes, todos sediados na capital Belém. O Remo sagrou-se campeão, conquistando seu 12º título estadual. Heitor, do Paysandu, foi o maior goleador do certame, com 9 gols.[carece de fontes?]

## Participantes
| Equipe          | Cidade | Títulos (mais recente) | Part. |
| --------------- | ------ | ---------------------- | ----- |
| Brazil Sport    | Belém  | 0 (não possui)         | 16    |
| Luso Brasileiro | Belém  | 0 (não possui)         | 9     |
| Panther         | Belém  | 0 (não possui)         | 15    |
| Paysandu        | Belém  | 9 (1932)               | 19    |
| Remo            | Belém  | 11 (1930)              | 20    |
| Tuna Luso       | Belém  | 0 (não possui)         | 1ª    |
| União Sportiva  | Belém  | 2 (1910)               | 22    |

## Premiação
| Campeonato Paraense de 1933 |
| Belém                       |
| --------------------------- |
| Remo Campeão (12º título)   |